# Jakub Lipiński
Jakub Szur-Lipiński herbu własnego (zm. 6 maja 1797) – pisarz grodzki pomorski w latach 1766–1797, skarbnik gnieźnieński w latach 1768–1771, konsyliarz województwa pomorskiego w konfederacji barskiej.

## Życiorys
Marszałek pomorski konfederacji radomskiej i poseł na Sejm Repninowski z województwa pomorskiego